# Московский сельский совет (Липоводолинский район)
Московский сельский совет (укр. Московська сільська рада) — входит в состав
Липоводолинского района
Сумской области
Украины.
Административный центр сельского совета находится в 
с. Московское
.

## Населённые пункты совета
- с. Московское
- с. Аршуки
- с. Воропаи
- с. Стягайловка
- с. Хоменково
- с. Весёлая Долина